# Slovanský výbor České republiky
Slovanský výbor České republiky (SV ČR) je vlastenecké občanské sdružení, jehož posláním je rozvíjení spolupráce slovanských národů a slovanské vzájemnosti v různých oblastech veřejného života v České republice. Svoji tradici odvozuje od Slovanského sjezdu v roce 1848 v Praze.

## Činnost
Slovanský výbor je členem mezinárodního Slovanského výboru a vydává vlastní měsíčník Slovanská vzájemnost. Obhajuje českou národní státnost a státní suverenitu. Nesouhlasí s rozbitím Československa či členstvím České republiky v NATO a Evropské unii.[zdroj?]